# Aurel Aldea
Aurel Aldea (n. 18 martie 1887, Slatina, Olt, România – d. 17 octombrie 1949, Aiud, Alba, România) a fost un general român, care a luptat în cel de-al Doilea Război Balcanic și în cele două războaie mondiale. A fost arestat la data de 27 mai 1946 sub acuzația de complotare întru distrugerea unității statutului român, în calitatea sa de membru organizator al Mișcării Naționale de Rezistență, fiind declarat vinovat și condamnat, la data de 18 noiembrie 1946, la muncă silnică pe viață, comutată, la 23 iulie 1947, la temniță grea pe viață. Din cauza regimului de detenție, pe care îl caracteriza sălbatic și criminal, a decedat în Penitenciarul Aiud la data de 17 octombrie 1949, fiind diagnosticat cu miocardită cronică.

## Biografie
Aurel Aldea s-a născut la data de 28 martie 1887 în orașul Slatina (județul Olt). A urmat cursurile Școlii Militare de Artilerie și Geniu Iași (1906-1907), după care a fost trimis în Germania la Școala Pregătitoare de Ofițeri din Hanovra și Academia Militară Tehnică din Charlottenburg (1907 - 1912) făcând stagiu în cadrul Regimentului 23 Artilerie din Koblenz. A fost rechemat în România în anul 1912 pentru a participa la cel de-al Doilea Război Balcanic, iar în perioada (1913 - 1914) a urmat cursurile Școlii Superioare de Război. A participat la Primul Război Mondial, în calitate de comandant de baterie, la luptele din Dobrogea și București.
În perioada interbelică a lucrat în cadrul Marelui Stat Major (Secția transporturi și serviciu istoric), șef de stat major al Diviziei 11 Infanterie și al Corpului 1 Armată, după care comandant la Regimentului 23 Artilerie. Între 1935 și 1938 a comandat Brigada 3 Artilerie, după care a fost numit secretar general al Ministerului Înzestrării Armatei și comandant al Diviziilor 11 Infanterie (din toamna anului 1938) și 4 Infanterie (din aprilie 1939).
A fost înaintat la gradul de general de divizie cu începere de la data de 8 iunie 1940.

## Participarea la cel de-al Doilea Război Mondial și la lovitura de stat
După ultimatumul sovietic din anul 1940, urmat de ocuparea Basarabiei și Bucovinei de nord, Aurel Aldea a fost numit șeful delegației române pentru reglementarea problemelor apărute în urma agresiunii. În urma tratativelor, a obținut prelungirea termenului de evacuare cu 24 de ore, reușind astfel să repatrieze 13.750 de persoane (între care toți ofițerii), păstrarea în patrimoniul statului român a unui material rulant în valoare de circa 1,25 miliarde lei și aducerea în țară a materialului și depozitelor armatei române, în valoare de 1,5 miliarde lei.
În luna aprilie 1941 a fost numit la conducerea comisiei care cerceta activitatea foștilor miniștri legionari. A elaborat un material pe care l-a înaintat Ministerului Apărării Naționale pentru trimiterea în instanță a vinovaților. De asemenea, a întocmit un raport confidențial pentru ministrul apărării de atunci Iosif Iacobici pentru a-i fi predat mareșalului Ion Antonescu. În raport, Aldea îl vedea responsabil pe mareșal pentru rebeliunea legionară. Mai târziu, generalul sintetiza conținutul raportului astfel:
„I-am arătat generalului Antonescu că, în primul rând, el este vinovat de rebeliunea legionară din cauza slăbiciunii cu care i-a condus. N-a controlat completarea cadrelor. N-a urmărit înarmarea lor. N-a pedepsit crimele lor. N-a putut înlocui pe prefectul capitalei și directorul general al Siguranței. N-a controlat activitatea miniștrilor legionari. A avut slăbiciunea să se tocmească cu Sima și să-i admită guvern legionar 100%, mai puțin președinția.”
A fost trecut din oficiu în retragere de generalul Ion Antonescu prin Decretul-lege nr. 2.184 din 30 iulie 1941. Efectele decretului-lege au fost anulate la 1 septembrie 1944, iar generalul Aldea a fost reintegrat în drepturi pe data de 6 septembrie 1944.
Pensionarea sa a sporit adversitatea generalului Aldea față de mareșalul Ion Antonescu. Începând cu anul 1942 a discutat cu generalii Mihail Racoviță și Constantin Niculescu situația de pe frontul de est și situația politică internă, concepând un plan pentru răsturnarea regimului Antonescu și trecerea României de partea Aliaților. În ciuda susținerii primite și din partea demnitarilor Gheorghe Potopeanu, Constantin Vișoianu și Ioan Mocsony-Stârcea, Aldea a decis că acțiunea trebuie amânată dat fiind faptul că armata germană nu era încă angajată de către Aliați.
După 1 aprilie 1944 s-a retras la Drăgănești-Olt, astfel că nu a mai fost la curent nici cu armistițiu preliminar înaintat de opoziție, nici cu constituirea Blocului Național Democrat, în iunie 1944, care reunea Partidul Național Țărănesc, Partidul Național Liberal, Partidul Social Democrat și Partidul Comunist Român. La sfârșitul lunii iulie a fost chemat în București pentru a concepe planul militar de trecere de partea Aliaților. Planul presupunea ca generalul Aldea să ia legătura cu sovieticii, trecând linia frontului prin zona de acțiune a Armatei a 4-a, comandate de Mihail Racoviță, însă planul a eșuat din cauza împotrivirii generalului Ilie Crețulescu. După declanșarea ofensivei de la Iași-Chișinău de către trupele Armatei Roșii aparținând Fronturilor al 2-lea și al 3-lea Ucrainean din 20 august 1944, Aldea și-a dat seama că ultima soluție este răsturnarea guvernului prin arestarea mareșalului Ion Antonescu și imobilizarea trupelor germane de pe teritoriul României. A participat la data de 23 august la lovitura de stat prin arestarea mareșalului, iar după refuzul generalului Ion Negulescu, a acceptat funcția de Ministru de Interne.
Generalul Aldea a fost numit la 1 septembrie 1944 în funcția de ministru al afacerilor interne. A fost înaintat apoi pe 9 septembrie 1944 la gradul de general de corp de armată.
După formarea noului guvern din noiembrie 1944, a fost înlocuit din funcție și numit comandant al Comandamentului General al Teritoriului.
După instalarea guvernului Petru Groza generalul de corp de armată Aurel Aldea a fost trecut din oficiu în poziția de rezervă, alături de alți generali, prin Decretul nr. 860 din 24 martie 1945, invocându-se Legea nr. 166, adoptată prin Decretul nr. 768 din 19 martie 1945, pentru „trecerea din oficiu în rezervă a personalului activ al armatei care prisosește peste nevoile de încadrare”.

## Arestarea și moartea
În contextul crizei provocate de încercarea regelui de a demite guvernul Groza și în urma consultărilor cu apropiații suveranului, Aldea a apreciat că regele nu este în siguranță, instituind, în toamna anului 1945, un comandament central al mișcării naționale de rezistență. În acest sens, a luat legătura cu delegații organizației Haiducii lui Avram Iancu pentru găsirea unui adăpost, în nordul Transilvaniei, în schimbul a 500.000 lei, pentru rege, dacă situația politică din țară cerea asta. Aldea s-a adresat și lui Iuliu Maniu, cerându-i să-i recomande un om de încredere pentru a-i indica un adăpost în Munții Sebeșului. În acest sens a început să aibă discuții cu Ionel Pop, recomandat de Maniu, discuții însă neîncheiate din cauza arestării generalului.
Aurel Aldea a fost arestat la data de 27 mai 1946, fiind învinuit, prin Ordonanța definitivă nr. 6125 din 7 noiembrie 1946, semnată de judecătorul instructor militar special, generalul Ion Codreanu, de complotarea întru distrugerea unității statului român, de răzvrătire și insurecție armată, de procurarea de documente publice interesând ordinea în stat. În urma procesului desfășurat între 11-18 noiembrie 1946, Curtea Militară de Casare și Justiție, prezidată de generalul Vasile Atanasiu și compusă din generalii Mihail Lascăr, Constantin Argeșanu, Radu Niculescu-Cociu, Ilie Crețulescu, Grigore Nicolau și colonelul Alexandru Burada, l-a declarat vinovat și condamnat, prin Decizia nr. 2 din 18 noiembrie 1946, la muncă silnică pe viață pentru complotare împotriva statului, la 3 ani închisoare corecțională și 200.000 lei amendă pentru procurare de documente publice interesând ordinea de stat și la 10 ani detenție riguroasă, 5 ani de degradare civică și 50.000 lei cheltuieli de judecată pentru răzvrătire. În același proces au mai fost judecați alți 90 de militari printre care generalul de corp de armată Nicolae Rădescu, generalul de brigadă Constantin Eftimiu și amiralul Horia Măcellariu.
Deși dispunea de o condiție fizică bună, în timpul detenției în penitenciarul Văcărești i s-a agravat starea de sănătate, acesta fiind diagnosticat, printre altele, cu artrită cronică, diabet zaharat și hipertensiune arterială. În aceste condiții, în aprilie 1947 a fost mutat la Penitenciarul Aiud, comutându-se pedeapsa de la muncă silnică pe viață la temniță grea pe viață. Regimul de detenție a continuat să fie dur, fiind apreciat într-un memoriu de la data de 29 octombrie 1947, ca fiind sălbatic și criminal. Atât recursul înaintat de Aldea împotriva deciziei din 18 noiembrie cât și cererile pentru mutarea într-un spital militar și îmbunătățirea condițiilor de detenție au fost respinse, astfel încât generalul a încetat din viață la data de 17 octombrie 1949 în Penitenciarul Aiud.

## Legături externe
- „Interesant, o altă istorie ascunsă de marii istorici ai Institutului de Istorie Națională”. Cotidianul. 3 iunie 2012. Accesat în 15 aprilie 2020.
- Aldea, Aurel - Lieutenant-General, Biografie pe www.generals.dk

## Vezi și
- Regele Mihai
- Ion Antonescu
- General de armată (România)
- România în al Doilea Război Mondial
- Armata Română
- Ocupația sovietică a Basarabiei și Bucovinei de nord

[Categorie:Victime ale regimului comunist din România]]